# Tunyogmatolcs
Tunyogmatolcs is een plaats (község) en gemeente in het Hongaarse comitaat Szabolcs-Szatmár-Bereg. Tunyogmatolcs telt 2636 inwoners (2001).